# 電腦奇兵：網際守護戰士
《電腦奇兵：網際守護戰士》（英語：ReBoot: The Guardian Code）是一部於YTV和Netflix播出的加拿大科幻電視劇，以真人結合CGI的方式呈現。該劇由Mainframe娛樂製作，同時也是電視動畫《電腦奇兵》（1994年至2001年）的重新構想。在全球（不包括加拿大），《電腦奇兵：守護者編碼》於2018年3月30日在Netflix上發行，並後於2018年6月在YTV在加拿大播出。

## 劇情
故事敘述艾倫·圖靈高中的四名青少年被薇拉（V.E.R.A.）選中成為虛擬世界的守護者，以保護網路世界的和平。

## 演員
- 提·伍德 飾 奧斯汀（Austin）[5]
- 希妮·史考蒂亞（英语：Sydney Scotia） 飾 塔姆拉（Tamra）[5]
- 阿傑·帕里赫-弗里斯（Ajay Parikh-Friese） 飾 派克（Parker）[5]
- 蓋布瑞·達科（Gabriel Darku） 飾 特雷（Trey）[5]
- 漢娜·范登拜蓋艾特（Hannah Vandenbygaart） 飾 薇拉（V.E.R.A.）

## 外部連結
- Netflix官方網站
- 互联网电影数据库（IMDb）上《電腦奇兵：網際守護戰士》的资料（英文）